# Узбецький металургійний комбінат
40°14′06.3″ пн. ш. 69°17′06.1″ сх. д. / 40.235083° пн. ш. 69.285028° сх. д.
Узбецький металургійний комбінат (АТ «Узметкомбінат», узб. O'zbekiston metallurgiya kombinati) — підприємство чорної металургії в Узбекистані. 

## Загальна інформація
Завод було створено для переплавки металобрухту, зібраного у Середній Азії СРСР. Також існував проект використання залізної руди родовища Турангли, а доставка руди мала здійснюватись залізницею, проте її будівництво перервали на ранньому етапі через переоцінку ресурсів Турангли.
Заснований як Узбецький металургійний завод і став першим металургійним заводом Узбецької РСР.
Майданчик підприємства розташований на сході країни у місті Бекабаді (Ташкентська область) на річці Сирдар'я, безпосередньо на кордоні з Таджикистаном.  
У 1994 році завод було об'єднано з Ширинським машинобудівним заводом і госпрозрахунковим об'єднанням підприємств «Вторчермет», унаслідок чого утворилось відкрите акціонерне товариство «Узметкомбінат». 
Комбінат переплавляє металобрухт та випускає металопрокат.
Підприємство є головним спонсором футбольного клубу «Металург» (Бекабад).

## Розвиток підприємства
Будівництво заводу розпочалося у 1943 році, 5 березня 1944 року введено в дію першу мартенівську піч, 1945 року — другу, 1949 року — третю. У вересні 1946 року введено в дію дрібносортний стан «300», у травні 1948 року — тонколистовий стан «700». Проектної потужності мартенівський цех досяг у 1950 році, прокатний — у 1951 році. 
У 1962 році введено в дію установку безперервного розливання сталі. 
Наприкінці 1970-х — початку 1980-х років здійснювалося розширення заводу за рахунок будівництва нових електросталеплавильного і прокатного цехів, а також допоміжних цехів. Перша електросталеплавильна піч стала до ладу в 1978-му. В тому ж 1978 та у 1979 роках ввели в дію ще дві електросталеплавильні печі, кожну з яких доповнювала машина безперервного виливу заготовки.
Завод переплавляв металобрухт, а також чавун, який постачали металургійні заводи Уралу і Казахстану. Готова продукція використовувалася машинобудівними підприємствами і будівними організаціями. У 1974 році освоєно виробництво емальованого посуду. 
У проектуванні заводу брали участь науково-дослідні інститути і установи Києва і Харкова.
В 2002-му запустили електросталеплавильну піч «ДСП-100-УМК».
В 2018-му ввели в дію цех феросплавний цех потужністю 10 тисяч тонн феросилікомарганцю на рік (при поточній потребі комбінату на рівні 6 тисяч тонн).